# Джерсі-Вілледж (Техас)
Джерсі-Вілледж (англ. Jersey Village) — місто (англ. city) в США, в окрузі Гарріс штату Техас. Населення — 7921 особа (2020).

## Географія
Джерсі-Вілледж розташоване за координатами 29°53′31″ пн. ш. 95°34′3″ зх. д. / 29.89194° пн. ш. 95.56750° зх. д. (29.892030, -95.567514).  За даними Бюро перепису населення США в 2010 році місто мало площу 8,83 км², з яких 8,69 км² — суходіл та 0,14 км² — водойми.

## Демографія
Згідно з переписом 2010 року, у місті мешкало 7620 осіб у 3379 домогосподарствах у складі 2134 родин. Густота населення становила 863 особи/км².  Було 3601 помешкання (408/км²).
Расовий склад населення:
| - 76,3 % — білих - 8,7 % — азіатів - 8,3 % — чорних або афроамериканців - 0,4 % — корінних американців - 4,2 % — осіб інших рас |

До двох чи більше рас належало 2,2 %. Частка іспаномовних становила 14,6 % від усіх жителів.
За віковим діапазоном населення розподілялося таким чином: 18,0 % — особи молодші 18 років, 67,3 % — особи у віці 18—64 років, 14,7 % — особи у віці 65 років та старші. Медіана віку мешканця становила 41,8 року. На 100 осіб жіночої статі у місті припадало 95,6 чоловіків;  на 100 жінок у віці від 18 років та старших — 92,1 чоловіків також старших 18 років.
Середній дохід на одне домашнє господарство  становив 99 158 доларів США (медіана — 65 280), а середній дохід на одну сім'ю — 128 629 доларів (медіана — 91 042). Медіана доходів становила 60 747 доларів для чоловіків та 49 743 долари для жінок. За межею бідності перебувало 7,3 % осіб, у тому числі 11,7 % дітей у віці до 18 років та 4,1 % осіб у віці 65 років та старших.
Цивільне працевлаштоване населення становило 4268 осіб. Основні галузі зайнятості: освіта, охорона здоров'я та соціальна допомога — 18,0 %, науковці, спеціалісти, менеджери — 13,1 %, виробництво — 12,1 %.